# Отрада (Ленінградська область)
Отрада (рос. Отрада) — присілок у Кіриському районі Ленінградської області Російської Федерації.
Населення становить 24 особи. Належить до муніципального утворення Будогощенське міське поселення.

## Історія
Згідно із законом від 1 вересня 2004 року № 49-оз органом  місцевого самоврядування є Будогощенське міське поселення.

## Населення
| 1997 | 2002 | 2007 | 2010 | 2017 |
| ---- | ---- | ---- | ---- | ---- |
| 6    | ↘4   | ↗14  | ↗24  | →24  |